# Juan Manuel Cuá Ajacum
Juan Manuel Cuá Ajacum (Totonicapán, 22 aprile 1962) è un vescovo cattolico guatemalteco, dal 15 aprile 2023 vescovo di Quiché.

## Biografia
Nasce a Totonicapán, nell'arcidiocesi di Los Altos, Quetzaltenango-Totonicapán, il 22 aprile 1962.

### Formazione e ministero sacerdotale
Dopo gli studi primari e secondari, entra nel Seminario maggiore del Guatemala. Compie qui gli studi basilari per il sacerdozio.
Il 13 maggio 1995 è ordinato presbitero per l'arcidiocesi di Santiago di Guatemala.
Nel 1995 è vicario parrocchiale presso San Juan Sacatepéquez e studia teologia dogmatica presso la Pontificia Università della Santa Croce in Roma dal 1996 al 1998, anno in cui riceve la licenza. Negli anni successivi, dal 1998 al 2001, opera nell'arcidiocesi di appartenenza come parroco della parrocchia di San Pietro Apostolo. Dal 2001 al 2004 è formatore presso il Seminario maggiore del Guatemala e dal 2004 al 2018 è invece parroco presso la parrocchia di San Giovanni Maria Vianney. Contemporaneamente a questo ultimo incarico è segretario aggiunto della Conferenza episcopale del Guatemala, dal 2008 al 2012; invece, dal 2018 è parroco della parrocchia di Nostra Signora del Rosario e direttore del centro pastorale dell'arcidiocesi di Santiago di Guatemala.
Fino alla nomina episcopale è membro del collegio dei consultori della sua arcidiocesi.

### Ministero episcopale
Il 27 marzo 2021 papa Francesco lo nomina vescovo titolare di Rosella e vescovo ausiliare di Los Altos, Quetzaltenango-Totonicapán. Il 24 giugno seguente riceve l'ordinazione episcopale, nella cattedrale dello Spirito Santo a Quetzaltenango, dall'arcivescovo Mario Alberto Molina Palma, co-consacranti l'arcivescovo Gonzalo de Villa y Vásquez e il vescovo Julio Edgar Cabrera Ovalle.
Il 15 aprile 2023 lo stesso papa lo nomina vescovo di Quiché; succede a Rosolino Bianchetti Boffelli, dimessosi per raggiunti limiti di età. Il 1º luglio seguente prende possesso della diocesi.

## Genealogia episcopale
La genealogia episcopale è:
- Cardinale Scipione Rebiba
- Cardinale Giulio Antonio Santori
- Cardinale Girolamo Bernerio, O.P.
- Arcivescovo Galeazzo Sanvitale
- Cardinale Ludovico Ludovisi
- Cardinale Luigi Caetani
- Cardinale Ulderico Carpegna
- Cardinale Paluzzo Paluzzi Altieri degli Albertoni
- Papa Benedetto XIII
- Papa Benedetto XIV
- Papa Clemente XIII
- Cardinale Enrico Benedetto Stuart
- Papa Leone XII
- Cardinale Chiarissimo Falconieri Mellini
- Cardinale Camillo Di Pietro
- Cardinale Mieczysław Halka Ledóchowski
- Cardinale Jan Maurycy Paweł Puzyna de Kosielsko
- Arcivescovo Józef Bilczewski
- Arcivescovo Bolesław Twardowski
- Arcivescovo Eugeniusz Baziak
- Papa Giovanni Paolo II
- Vescovo Julio Edgar Cabrera Ovalle
- Arcivescovo Mario Alberto Molina Palma, O.A.R.
- Vescovo Juan Manuel Cuá Ajacum